# Limonia mouicola
Limonia mouicola är en tvåvingeart som beskrevs av Alexander 1948. Limonia mouicola ingår i släktet Limonia och familjen småharkrankar. Inga underarter finns listade i Catalogue of Life.